# Iso-Vuotunki
Iso-Vuotunki eller Vuotunkijärvi är en sjö i Finland. Den ligger i kommunen Uleåborg i landskapet Norra Österbotten, i den centrala delen av landet, 500 km norr om huvudstaden Helsingfors. Iso-Vuotunki ligger 94,8 meter över havet. Arean är 2,24 kvadratkilometer och strandlinjen är 10,03 kilometer lång. Sjön  ingår i Uleälvens huvudavrinningsområde. 